# Fakert község
Fakert község (románul: Comuna Livada) község Arad megyében, Romániában. Központja Fakert, hozzá tartozik Szentleányfalva.

## Népessége
A 2011-es népszámlálás adatai alapján a község népessége 2960 fő volt.